# FURUSATO -宇宙からみた世界遺産-
『FURUSATO -宇宙からみた世界遺産-』 (FURUSATO - World Heritage Sites Viewed From Space -) は、2010年公開の日本映画。全編実写（宇宙空間を除く）のシネコン向け3D映画としては、日本初。

## 概要
本作は地上での3D撮影による“3D世界遺産”とそこで暮らす子どもたち、地球観測衛星「だいち」による、美しい地表の観測画像を使用した“宇宙からみた世界遺産”とで構成される、セミドキュメント作品。
TBS系列で放送されているTHE世界遺産ディレクターと、アカデミー賞作家のコラボレーションによって実現した、新しい映像の世界を作り出している。
日本科学未来館におけるドームシアターガイアでの上映のほか、ワーナー・マイカル・シネマズ板橋をはじめとする全国の3D映画館でも公開。
もともとは日本科学未来館での上映を目的に製作されたもので、ドームスクリーンでの3D上映を前提にした撮影・編集がなされている。より多くの人に見てもらいたい、といった思いから劇場上映が実現した。また、映画館は平面スクリーンのため、特性の違いからドームシアターのものとは使用カットが多少異なる。
宇宙空間以外の部分は全て実写であるが、3Dに関してはニュージーランドの空撮とその他のシーンの一部で、2D-3D変換を行っている。これは3Dカメラがヘリのスタビライザーに搭載できなかったためであるといわれている。また、実際の3D撮影よりも、変換を行ったほうが効果的なシーンがあったためとされている。途中途中で使用されている衛星写真は、JAXAの地球観測衛星「だいち」によるもの。

## ストーリー
ニュージーランド、エジプト、そして日本。世界三か国の世界遺産を舞台に、そこで暮らす子どもたちの夢を語るドキュメンタリー仕立てのストーリー。世界遺産カメラマンだった父を亡くしたニュージーランド・テカポの少年は、星になった父親を見つけるために星空を見上げる。エジプトの兄弟は、世界中の「ふるさと（＝世界遺産）」を描いて周るため、自分たちの絵を売り続ける。広島の少女は、月の動きと潮の満ち引きが関係している場所、厳島に立っていた。そして“もうひとつの大切な場所”である、原爆ドームへと誘ってくれる。そこは、地球の痛みと人々の苦しみを記憶している場所。少女は星空の下で、世界的フルート奏者を夢見て演奏する。

## キャスト
- 内田伽羅
- マット・レイワード
- ユセフ・ワエル
- アブド・ムハンマド
- 下條アトム（ナレーション）